# ابن عاصم الغرناطي
محمد بن محمد بن محمد أبو بكر ابن عاصم القيسي الغرناطي قاضي من فقهاء المالكية بالأندلس. وهو والد القاضي أبي يحيى محمد بن محمد بن عاصم.
مولده ووفاته كانت بغرناطة. كان يجلد الكتب في صباه، وتقدم حتى ولي قضاء القضاة ببلده. أخذ عن أعلام منهم أبو إسحاق الشاطبي، وأبو عبد الله القيطاجي، وأبو عبد الله الشريف التلمساني، وأبو إسحاق ابن الحاج، وابن علاق، وخالاه أبو بكر، ومحمد ولدا أبي القاسم بن جزي، وابن لب وغيرهم. وأخذ عنه ولده القاضي أبو يحيى وغيره.
للغرناطي عدة مؤلفات:
- تحفة الحكام في نكت العقود والأحكام: أرجوزة في الفقه المالكي تعرف بالعاصمية، شرحها جماعة من العلماء.
- حدائق الأزاهر في مستحسن الأجوبة والمضحكات والحكم والأمثال والحكايات والنوادر.
- له أراجيز في الأصول والنحو والقراآت.

## وفاته
توفي ابن عاصم في غرناطة سنة 829 هـ الموافق 1426.